# Sauroniops
Sauroniops is een geslacht van vleesetende theropode dinosauriërs, behorend tot de groep van de Carnosauria, dat tijdens het late Krijt leefde in het gebied van het huidige Marokko. De enige benoemde soort is Sauroniops pachytholus.

## Vondst en naamgeving
In het begin van de eenentwintigste eeuw schonk een particuliere verzamelaar een stuk dinosauriërschedel aan het Italiaanse paleontologische museum van Montevarchi. Dit had hij verworven van een Marokkaanse fossielenhandelaar die het weer gekocht had van fossielenzoekers onder de plaatselijke bevolking van Taouz. De precieze locatie van de vindplaats is daarmee onbekend. Door latere studie werd duidelijk dat het nieuwe soort betrof.

Eye of Sauron

De soort werd in 2012 gemeld en beschreven door Andrea Cau, Marco Dalla Vecchia en Matteo Fabbri en nog hetzelfde jaar door dezelfde auteurs benoemd in een opvolgend artikel. De geslachtsnaam heeft de bedoelde betekenis van "Oog van Sauron", een demonische entiteit uit de fantasytrilogie In de ban van de ring van John Ronald Reuel Tolkien, welke figuur grotendeels slechts aanwezig is in de vorm van een speurend oog, net zoals Sauroniops alleen bekend is van een enkel bot boven de oogkas. De naam Sauron werd gecombineerd met een Oudgrieks ὄψ, ops, "oog". De naam is afgeleid van saura, wat "verrottend" betekent in Tolkiens verzonnen elventaal het Quenya, en wordt vertaald als "de weerzinwekkende". De soortaanduiding betekent "dik gewelfd schedeldak" vanuit het Oudgrieks παχύς, pachys, "dik", en θόλος, tholos, "rond gebouw met kegelvormig dak".
Het holotype, MPM 2594, is vermoedelijk gevonden in de Kem Kem-lagen die dateren uit het Cenomanien. Het bestaat uit een linkervoorhoofdsbeen. Het gebrek aan versmelting met andere schedelbeenderen wijst erop dat het exemplaar, ondanks een aanzienlijke absolute omvang, nog jongvolwassen was. Als alternatieve verklaring werd door de beschrijvers geopperd dat Sauroniops afwijkend was in het vergroeiingspatroon. Het maakt deel uit van de collectie van het Museo Paleontologico di Montevarchi.

## Beschrijving

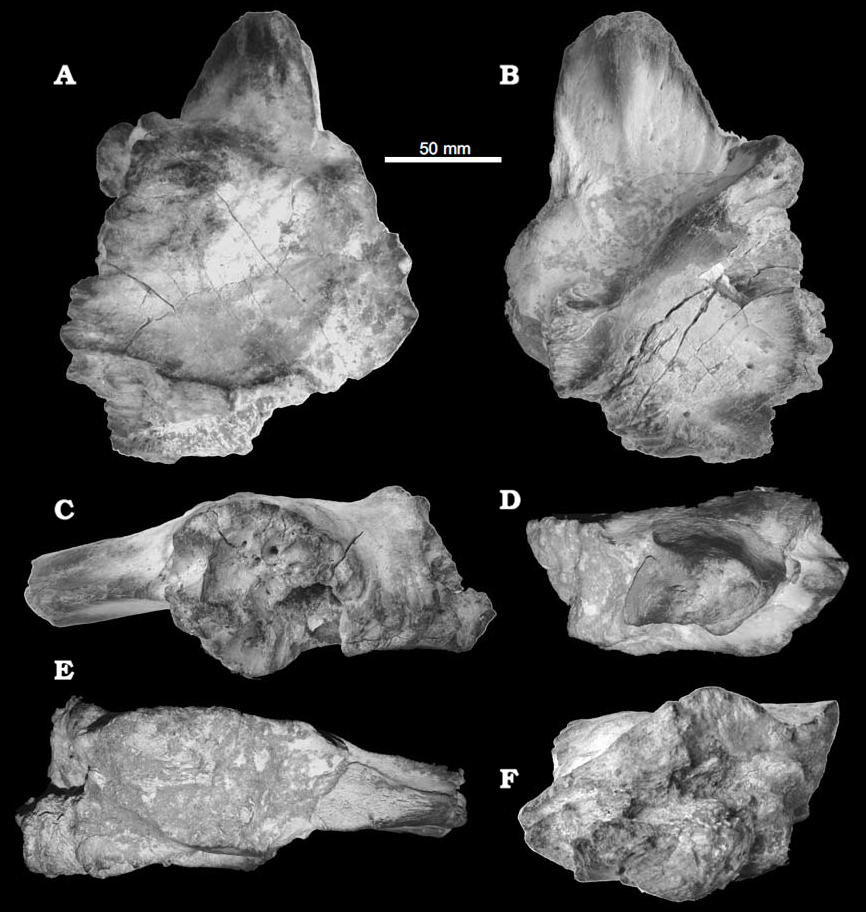
Het holotype MPM 2594

### Grootte en onderscheidende kenmerken
Sauroniops is een grote tweevoetige roofsauriër. De lichaamslengte werd in het benoemende artikel geschat op ruwweg tien tot twaalf meter.

Schema van de positie van het voorhoofdsbeen (1) in cyaan; (2) is de fenestra antorbitalis en (3) de oogkas

De beschrijvers wisten enkele unieke kenmerken vast te stellen, die het dier onderscheiden van verwanten zoals de ook in de lagen voorkomende Carcharodontosaurus. Sommige daarvan zijn autapomorfieën, unieke afgeleide eigenschappen. In de voorste buitenste hoek bevindt zich een dikke welving waar het prefrontale en het traanbeen geraakt wordt. Het raakvlak met het prefrontale vormt een trapeziumvormig facet, zo sterk op de voorste bovenrand gelegen dat het nauwelijks van onderen zichtbaar is, en bereikt de oogkas niet. De voorste buitenhoek van het voorhoofdsbeen is gescheiden van een ovale uitholling op het raakvlak met het traanbeen door een smalle verticale richel. Het raakvlak met het traanbeen vormt een sterk uitgegroeid D-vormig facet, de hele achterste zijkant van het raakvlak met het prefrontale begrenzend, dat vier keer de hoogte heeft van de voorkant van het facet met het postorbitale. De beennaad tussen voorhoofdsbeen en prefrontale heeft een sterke zigzagvorm en is beperkt tot de voorste benedenhoek van het facet — die de vorm heeft van een laag beenplateau dat langs de buitenste achterrand van de tak naar het neusbeen loopt — en een klein vingervormig uitsteeksel.
Daarnaast is er een unieke combinatie van op zich niet unieke kenmerken. Het voorhoofdsbeen is verticaal verdikt waarbij de dikte varieert van 28% van de lengte van het bot, bij de binnenrand, tot 38%, bij de voorste binnenhoek van de uitholling rond het bovenste slaapvenster. De takken naar het neusbeen hebben een overdwars bolle bovenkant en zijn volledig van elkaar gescheiden door de achterste binnenste takken van het neusbeen die over 40% van de lengte van het voorhoofdsbeen doorlopen en het hoofdlichaam daarvan bereiken. Aan de achterste binnenkant van het voorhoofdsbeen bevindt zich een opstaande rand die zadelvormig in de voorste verdikking overgaat en aan de binnenzijde overgaat in een reeks verruwingen.
Problematisch is de relatie met de ook al uit het gebied stammende Sigilmassasaurus die alleen van een wervel bekend is; bij gebrek aan overlappend materiaal kan een mogelijke identiteit niet vastgesteld worden.

### Voorhoofdsbeen
Het linkervoorhoofdsbeen heeft een bewaarde lengte van 186 millimeter. Aan de voorzijde worden de voorhoofdsbeenderen diep ingekeept door de neusbeenderen. Aan de middelste buitenste zijde, waar het in contact staat met het traanbeen, is het voorhoofdsbeen extreem verdikt tot een hoogte van drieënzeventig millimeter. Het bot vormt daar een enorme bult; het facet met traanbeen is daar een uitholling van. Aan de achterkant van het voorhoofdsbeen is er een tweede verdikking die zelfs op vijfenzeventig millimeter uitkomt. Tussen beide verdikkingen is een zadelvormige glooiing. De achterste bult loopt met een scherpe richel plots af richting de uitholling voor het bovenste slaapvenster. Het korte vlak van deze fossa is wat naar buiten gericht, een teken dat de beide bovenste slaapvensters ver van elkaar stonden. De beschrijvers verklaarden de verdikkingen als een aanpassing voor kopstoten tijdens rituele gevechten binnen de soort. Dergelijke verdikking zijn verder vooral bekend van de Abelisauridae, maar tot deze groep behoort Sauroniops volgens de beschrijvers juist niet; daarbij is bij abelisauriden het postorbitale verdikt, niet het frontale. De onderkant van het element toont een afdruk voor een reuklob van het brein, maar geen spoor van een verbeend tussenschot tussen de oogkassen of een verbeende verbinding met de voorste hersenpan.

## Fylogenie
Sauroniops is door de beschrijvers ingedeeld in de Carcharodontosauridae, in een basale positie. Een eerdere cladistische analyse gaf een meer afgeleide positie, hoger in de stamboom van de Carcharodontosauridae, maar een uitgebreidere studie toonde een lagere positie aan, als zustersoort van Eocarcharia.